# Idiodonus plummeri
Idiodonus plummeri är en insektsart som beskrevs av Delong 1946. Idiodonus plummeri ingår i släktet Idiodonus och familjen dvärgstritar. Inga underarter finns listade i Catalogue of Life.